# Ielena Galitskaïa
Ielena Galitskaïa (en russe : Елена Галицкая), née en 1983 à Dimitrovgrad en Russie (alors soviétique), est une soprano russe.

## Biographie
Originaire de Russie, la soprano Ielena Galitskaïa suit des études de direction chorale à Dimitrovgrad en Russie avant de se former au chant au sein de l’Académie d’art choral de Moscou, dont elle reçoit le diplôme en 2007. Lors de ses études, elle participe à de nombreuses master classes, notamment en Italie avec Borelli Guida et à l’Opéra de Houston avec Richard Bado et Diane Zola. Elle réside désormais en France.
Au cours de la saison 2016-2017, elle a interprété le rôle de la chanteuse italienne dans Capriccio de Richard Strauss au Théâtre Royal de La Monnaie, puis Pamina dans La flûte enchantée de Mozart au Teatro Verdi de Trieste et interprétera prochainement le rôle d’Echo dans Ariadne auf Naxos de Richard Strauss à l’Opéra national de Lorraine.
Lors des saisons futures, elle fera ses débuts au Théâtre du Capitole de Toulouse dans le rôle de Lisette (La Rondine, Puccini) et à l’Opéra de Graz, où elle interprétera le rôle de La Comtesse de Folleville dans Le voyage à Reims de Rossini. Elle sera ensuite de retour à l’Opéra de Dijon pour y interpréter Micaëla (Carmen, Bizet)
Depuis ses débuts à l’Opéra national de Lyon avec la comédie musicale Moscou, Quartier des cerises de Dimitri Chostakovitch en 2009, elle est régulièrement invitée à s’y produire, tout d’abord au printemps 2010 dans The Tender Land d’Aaron Copland où elle tient le rôle principal de Laurie Moss, puis lors du festival Mozart en 2011 lors duquel elle interprète en alternance les rôles de Despina, Zerlina et Barbarina. Plus récemment, elle y a interprété les rôles de Frasquita dans Carmen de Georges Bizet, mis en scène par Olivier Py, et la chanteuse italienne dans Capriccio de Richard Strauss, mis en scène par David Marton.
Au cours de la saison 2012-2013, elle se produit à l’Opéra de Rome, ou elle interprète le rôle de La fille de Madame Podotchina dans Le nez de Dimitri Chostakovitch puis au Drottningholms Slottsteater en Suède où elle interprète Servilia dans La Clémence de Titus de Mozart. Elle a ensuite chanté sous la direction de Christophe Rousset dans L‘Orfeo de Claudio Monteverdi à l’Opéra national de Lorraine.
En juin 2014, elle est en concert avec le pianiste Alphonse Cernin au Festival d’Aix-en-Provence. Au cours de la saison 2014-2015, elle interprète le rôle d’Ilia dans Idomeneo de Mozart puis le rôle d’Euridyce dans Orphée et Euridyce de Gluck, à l’Opéra de Lyon.
Au cours de la saison 2015-2016, elle a interprété le rôle de Sophie (Werther) au Teatro Verdi de Trieste, puis le rôle de Fiorilla dans Le Turc en Italie à l’Opéra de Dijon et enfin au Theater an der Wien, où elle a interprété le rôle de la chanteuse italienne dans Capriccio de Richard Strauss.
Ielena Galitskaïa donne de nombreux récitals et se produit également en concert. Familière avec le répertoire russe, elle interprète notamment les mélodies et lieder de Chostakovitch ou encore des romances de Tchaïkovski, Rachmaninov, Taneev ou Rimski-Korsakov. Elle explore également le répertoire français et notamment les mélodies de Fauré, Debussy, Saint-Saens, Chausson, Hahn, Poulenc.
Elle a travaillé sous la direction de chefs d’orchestre de l’envergure de James Conlon, Yuri Temirkanov, Vladimir Spivakov, Kirill Karabits, Carlo Rizzi, Stefano Montanari ou encore de Thomas Sanderling.
Nommée Lauréate HSBC de l’Académie européenne de musique du Festival d’Aix-en-Provence en 2010, elle remporte l’année suivante le troisième prix ainsi que les prix du public lors du Concours Reine Elisabeth à Bruxelles.

## Prix et distinctions
- 2009 : lauréate au concours Francisco Vinas (ca) à Barcelone
- 2011 : troisième prix et prix du public au Concours Reine Élisabeth à Bruxelles